# Одинцов, Иван Максимович
Иван Максимович Одинцов (ок. 1740 — 1802) ― вице-адмирал русского флота.

## Биография
Родился около 1740 года. В октябре 1759 года был зачислен в Морской кадетский корпус, в следующем году произведён в гардемарины, а в 1762 году был уже мичманом.
С 1762 по 1767 годы плавал на разных судах в Балтийском море. Затем производил набор рекрутов в Великоустюжской провинции, после чего был командирован в Архангельск и там 1 мая 1768 года произведён в лейтенанты. Назначенный командиром бота «Лебедь» и ездил в Ковру и Кумбу, где поручено было ему поставить временные обсерватории. В следующем году Иван Максимович забрал оттуда обсерватора Пиктета, а затем с той же целью отправился в Колу за профессором Румовским. Вернувшись в Петербург, Одинцов два года плавал на разных судах в Балтийском море, а с 1772 года по 1775 год служа на корабле «Победа» он участвовал в экспедиции в Архипелаге.
В 1776 году он был произведён в капитан-лейтенанты и вскоре после этого для помощи генерал-контролеру С. Шубину был назначен на Днепровский лиман для устройства гавани и верфи. В 1781 году, командуя двумя фрегатами, прибыл из Херсона в Ахтиарскую гавань и произвел промер и опись этой гавани. В 1785 году был назначен командиром корабля «Три Святителя». И затем, уже в чине капитана бригадирского ранга, 3 года командовал 100-пушечным кораблем «Чесма», и во время этой службы 14 апреля 1789 года был произведён в капитаны генерал-майорского ранга.
В августе 1789 года он был назначен командующим стоявшей в Копенгагене российской эскадрой. В мае следующего года отличился во время сражения у Красной Горки, командуя кораблем «Св. Иоанн Богослов». Но вслед за тем за неисполнение некоторых приказаний эскадренного командира, был предан суду, тянувшемуся почти пять лет. И только 17 марта 1795 года после встречи Одинцова с Екатериной II был помилован, «во уважение прежней его беспорочной и засвидетельствованной храбрости», которую он проявил во время сражения со шведским флотом 23 мая 1790 года.
Год спустя после своего помилования Одинцов был назначен управляющим штурманской ротой Морского кадетского корпуса. После создания Штурманского училища в Кронштадте, был назначен помощником главного директора училища. В этой должности 14 марта 1801 года был произведён в вице-адмиралы. 
Умер 7 (19) июля 1802 года в возрасте 62 лет.